# Бен-Хилл (округ)
Бен-Хилл (англ. Ben Hill County) — округ штата Джорджия, США. Население округа на 2000 год составляло 17484 человек. Административный центр округа — город Фицджералд.

## История
Округ Бен-Хилл основан в 1906 году.

## География
Округ занимает площадь 652.7 км2.

## Демография
Согласно Бюро переписи населения США, в округе Бен-Хилл в 2000 году проживало 17484 человек. Плотность населения составляла 26.8 человек на квадратный километр.